# Halectinosoma monardi
Halectinosoma monardi är en kräftdjursart som beskrevs av Soyer 1972. Halectinosoma monardi ingår i släktet Halectinosoma och familjen Ectinosomatidae. Inga underarter finns listade i Catalogue of Life.